# Trinquicahuín
Trinquicahuín es un caserío ubicado al suroeste de la comuna de Osorno, Chile. Se encuentra en la ribera oriente del Río Negro, tributario del Río Rahue.
Se subdivide en dos entidades llamadas Trinquicahuín Poniente y Trinquicahuín oriente. En este último sector se localiza la Escuela Rural de Trinquicahuín.

## Accesibilidad y transporte
Se accede a él por la Ruta U-72 y se encuentra a 16 km de Osorno.

## Economía local
En esta localidad se encuentra el Fundo Trinquicahuín de Prolesur, filial de Soprole, fundo ganadero destinado a la producción de leche.